# Irnijärvi och Vierusjärvi
Irnijärvi och Vierusjärvi är en sjö i Finland. Den ligger i kommunen Posio i landskapet Lappland, i den norra delen av landet, 700 km norr om huvudstaden Helsingfors. Irnijärvi och Vierusjärvi ligger 242,5 meter över havet. Arean är 4,63 kvadratkilometer och strandlinjen är 28,21 kilometer lång. Sjön  ingår i Kemi älvs huvudavrinningsområde. 